# Shi Cong
Shi Cong (侍聪S, Shì CōngP; 12 marzo 2001) è un ginnasta cinese, vicempione iridato nel concorso a squadre e nelle parallele simmetriche ai mondiali di Anversa 2023.

## Palmarès
- Mondiali

Kitakyushu 2021: bronzo nelle parallele simmetriche;
Anversa 2023: argento nel concorso a squadre; argento nelle parallele simmetriche;
- Campionati asiatici

Doha 2022: oro nel concorso individuale; oro nel concorso a squadre;
- Universiadi

Chengdu 2021: oro nel concorso a squadre; argento nel concorso individuale; argento nella sbarra;